# Grolle (ruisseau)
Pour les articles homonymes, voir Grolle (homonymie).
La Grolle est un ruisseau français du Massif central, affluent de la Petite Rhue et sous-affluent de la Dordogne par la Rhue.

## Géographie
Elle prend sa source vers 1 450 m d’altitude dans le Cantal, sur la commune du Claux, sur le plateau du Limon, au cœur du Parc naturel régional des Volcans d'Auvergne.
Elle arrose Marchastel et rejoint la Petite Rhue en rive droite quatre kilomètres plus loin vers le nord-ouest, au viaduc de Barajol.

## Nature et Patrimoine
- La cascade de la Griffoul, trois kilomètres au sud-est de Marchastel.
- Le viaduc de Barajol où passe la ligne de chemin de fer touristique du Gentiane express.